# Hipòloc (metge)
|  | Per a altres significats, vegeu «Hipòloc de Cos». |

Hipòloc (Hippolochus, Ἱππόλοχος) fou el mític segon descendent d'Asclepi, fill de Podaliri i Sirne i pare de Sòstrat I, que se suposa va viure vers el segle XII aC.